# Rayan Cherki
Mathis Rayan Cherki (* 17. srpna 2003) je francouzský fotbalista, který hraje jako záložník za anglický klub Manchester City.

## Reprezentační kariéra
Mohl reprezentovat Francii, díky svým rodičům i Alžírsko nebo Itálii. V roce 2018 odehrál 2 zápasy za reprezentaci do 16 let. V roce 2021 odehrál 3 zápasy za reprezentaci do 19 let, vstřelil 2 góly. Hraje za reprezentaci do 21 let. V roce 2024 hrál za LOH, kde Francie získala stříbrnou medaili.